# ナイジェリアサッカー連盟
ナイジェリアサッカー連盟（ナイジェリアサッカーれんめい、Nigeria Football Faderation, 略称: NFF）は、ナイジェリアにおけるサッカー運営団体。1945年にナイジェリアサッカー協会 (Nigeria Football Association) として設立され、2008年に現在の名称に改名された。

## 運営・組織
- ナイジェリア・プレミアリーグ
- サッカーナイジェリア代表
- サッカーナイジェリア女子代表
- U-23サッカーナイジェリア代表